# پارک ملی اکرینز
پارک ملی اکرینز (به فرانسوی: Parc national des Écrins) یک منطقهٔ مسکونی و پارک ملی در فرانسه است که در انسل واقع شده‌است.